# Walgash I
Walgash I, fill de Nasru, fou senyor i després màlik (‘rei’) dels àrabs d'Hatra i el territori d'influència, probablement sota sobirania dels parts. El territori fou abandonat pels romans a la mort de Trajà.
Era possiblement germà de Sanatruq I i va governar vers 137 o 138 (succeint al seu pare Nasru) a 161 o 162, quan Sanatruq el va succeir.